# ジェットスター・ジャパン

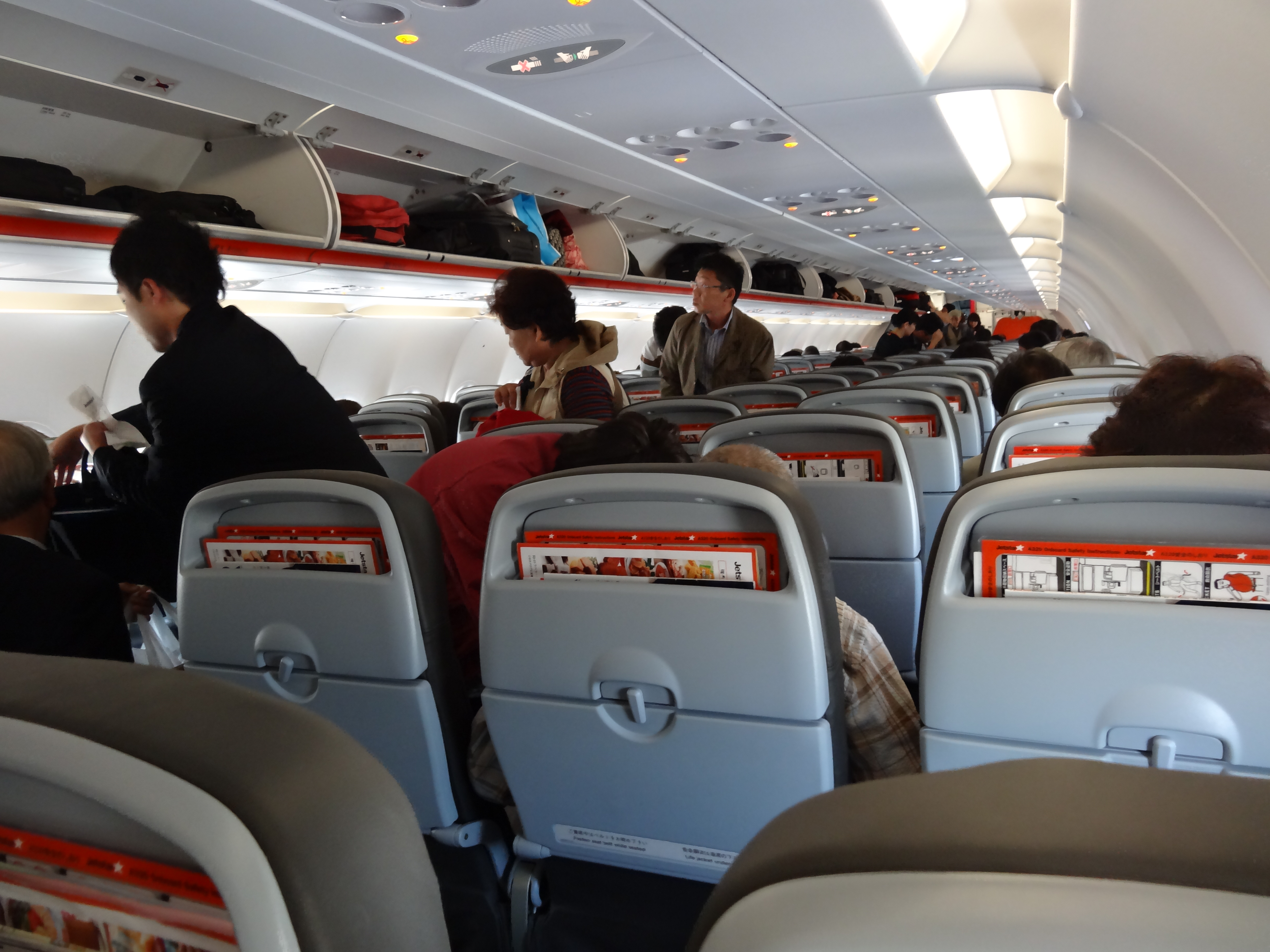
出発間近の機内（JA03JJ）

ジェットスター・ジャパン株式会社 (Jetstar Japan Co., Ltd) は、千葉県成田市の成田国際空港内に本社を置き、成田国際空港を拠点とする、日本航空 (JAL) グループの格安航空会社 (LCC)である。

## 概要
2011年8月16日に、オーストラリアのLCCジェットスター航空の親会社であるカンタス航空、JAL、三菱商事の3社が3分の1ずつ出資してジェットスター・ジャパン株式会社を設立する予定、と発表した。2012年3月12日に伊藤忠商事系総合リース会社の東京センチュリーリースが、三菱商事から保有株式の半分を譲受して出資に加わり、2012年7月3日から成田空港をハブ空港として国内線の運航を開始した。2014年6月12日から関西国際空港を第2ハブ、2018年3月21日に中部国際空港を第3ハブ、とした。
鈴木みゆきは、2011年12月に最高経営責任者 (CEO) に就き2015年3月に退任した。
他社の運賃よりも10%安価な最低価格保証を実施している。JALグループとしてJALのマイレージサービス (JMB) も利用可能である。
2020年現在、国内LCCでANAグループのPeach Aviationに次ぐ規模である。

## 沿革
- 2011年
  - 8月16日 : カンタス航空グループ、日本航空、三菱商事の3社が3分の1ずつ出資して設立予定、と発表。
  - 9月5日 : 会社設立。
  - 12月1日 : 会長に福川伸次、最高経営責任者に鈴木みゆきが就任。
  - 12月21日 : 国内線就航へ向けて航空運送事業の経営に関する許可を申請[13]。
- 2012年
  - 3月12日 : 東京センチュリーリースから出資受け入れを発表。
  - 4月6日 : 航空運送事業許可が認可。
  - 6月8日 : 東京都千代田区一ツ橋の旧本社を退去し、成田国際空港内へ移転[14]。
  - 6月15日 : 混雑空港の東京/成田と大阪/関西へ乗入れを国土交通省航空局が許可。
  - 7月3日 : 東京/成田 - 札幌/新千歳線・福岡線 就航。
  - 7月9日 : 東京/成田 - 大阪/関西線・沖縄/那覇線 就航。
  - 8月23日 : 冬季ダイヤのスケジュール[15]と関西国際空港の第2拠点化を発表[16]。
  - 8月24日 : 大阪/関西 - 札幌/新千歳線・福岡線 就航。
  - 10月28日 : 大阪/関西 - 沖縄/那覇線 就航。
- 2013年
  - 2月18日 : エアバスA320型 シャークレット機 (JA08JJ) 初受領[17]。
  - 2月26日 : JALとカンタス航空とそれぞれコードシェア提携を発表。JALは国際線乗継利用者のみ対象となる[18]。
  - 3月6日 : 国内線全便でJALとコードシェアを開始。
  - 3月31日 : 東京/成田 - 大分線、名古屋/中部 - 札幌/新千歳線・福岡線 就航。
  - 5月31日 : 東京/成田 - 鹿児島線、名古屋/中部 - 鹿児島線 就航。
  - 6月6日 : 東京/成田 - 名古屋/中部線 就航 7月17日まで期間限定運航。
  - 6月11日 : 東京/成田 - 松山線 就航。
  - 7月26日 : 国内LCCで初めて貨物輸送事業を開始。
  - 12月10日 : 東京/成田 - 高松線 就航[19][20]。
- 2014年
  - 2月24日 : 桐谷美玲をブランドアンバサダーに起用
  - 6月12日 : 関西国際空港を第2ハブ[21][22][23][24]。
  - 9月24日 : 累計搭乗者数600万人、国内LCC最速。
  - 10月9日 : 大阪/関西 - 大分線 就航[25]。
  - 10月26日 : 東京/成田、大阪/関西、名古屋/中部 - 熊本線 就航。アメリカン航空とコードシェア開始。
  - 12月19日 : エアバスA320型機20号機目受領。
  - 12月25日 : 累計搭乗者数700万人、国内LCC最速。
- 2015年
  - 1月15日 : 成田発着国内線全路線でカンタス航空とコードシェア開始。
  - 2月28日 : 初の国際線 大阪/関西 - 香港線 就航[26]。
  - 3月29日 : 名古屋/中部 - 沖縄/那覇線 就航[27]。
  - 3月31日 : 2年以内の黒字化へ目処、鈴木みゆきが社長とCEOを辞任、後任社長は置かず。
  - 4月1日 : 会長にジェットスターグループ日本支社長の片岡優、CEOにジェットスターグループ、グループオペレーション本部長のジェリー・ターナーが就く[28][29][30]。
  - 4月8日 : 東京/成田のチェックイン・カウンターを、従来の第2ターミナル南2階から新設のLCC専用第3ターミナル2階へ移動[31]。
  - 6月1日 : 東京/成田 - 香港線 就航[32]。
  - 10月25日 : 大阪/関西 - 大分線、名古屋/中部 - 熊本線 運休[33]。
  - 11月27日 : 東京/成田 - 台北/桃園線 就航[34]。
  - 12月11日 : 大阪/関西 - 台北/桃園線 就航[35]。
  - 12月12日 : 名古屋/中部 - 台北/桃園線 就航[36]、LCCで初就航路線。
- 2016年
  - 3月15日 : 東京/成田 - マニラ線 就航。
  - 3月27日 : 大阪/関西 - 熊本線 運休。
  - 4月1日 : 名古屋/中部 - マニラ線 就航。
  - 4月7日 : 大阪/関西 - マニラ線 就航[37]。
- 2017年
  - 1月23日 : 東京/成田 - 上海/浦東線 就航予定を延期[38]。
  - 6月2日 : 東京/成田 - 上海/浦東線 就航[39]。
  - 12月21日：東京/成田 - 宮崎線 就航[40]、宮崎と成田を結ぶ初めての定期路線[41]。
- 2018年
  - 3月21日 : 名古屋/中部を第3ハブ[7]。
  - 7月27日 : 自社育成パイロット1期生4人が誕生したと発表[42]。
  - 9月6日 : 成田 - 長崎線 就航[43]　
  - 10月27日：関西 - 熊本線 運航再開
  - 12月19日：東京/成田 - 高知、関西 - 高知 就航
- 2019年
  - 8月1日 : 東京/成田 - 庄内線 就航[44]。
- 2020年
  - 10月 : COVID-19の影響で収益が見込めない東京/成田 - 庄内、関西 - 福岡・熊本・高知、中部 - 新千歳・鹿児島の国内6路線は、10月末から2021年3月までの冬ダイヤの期間中運休し、事実上撤退する。東京/成田 - 宮古/下地島路線を季節運航へ格下げする[45]。
- 2021年
- 2022年
  - 6月 : エアバスA321-200NX (LR) 型機1号機 (JA26LR)、3日受領、13日来日、30日に慣熟を兼ねて東京/成田発着遊覧飛行[46]。
  - 7月 : エアバスA321-200NX (LR) 型機1号機 (JA26LR)、東京/成田 - 福岡GK503便から就航。

## 機材
| 機材                               | 運用機数 | 発注機数 | 座席数 | 座席数 | エンジン       | 内際運用 | 備考 |
| 機材                               | 運用機数 | 発注機数 | Y      | 合計   | エンジン       | 内際運用 | 備考 |
| ---------------------------------- | -------- | -------- | ------ | ------ | -------------- | -------- | ---- |
| エアバスA320ceo                    | 19       | -        | 180    | 180    | IAE V2527-A5   | 併用     |      |
| エアバスA321neo （エアバスA321LR） | 3        | -        | 238    | 238    | CFMI LEAP-1A32 | 併用     |      |
| 合計                               | 22       | -        |        |        |                |          |      |

- エアバスA320ceo 19機[注釈 1]

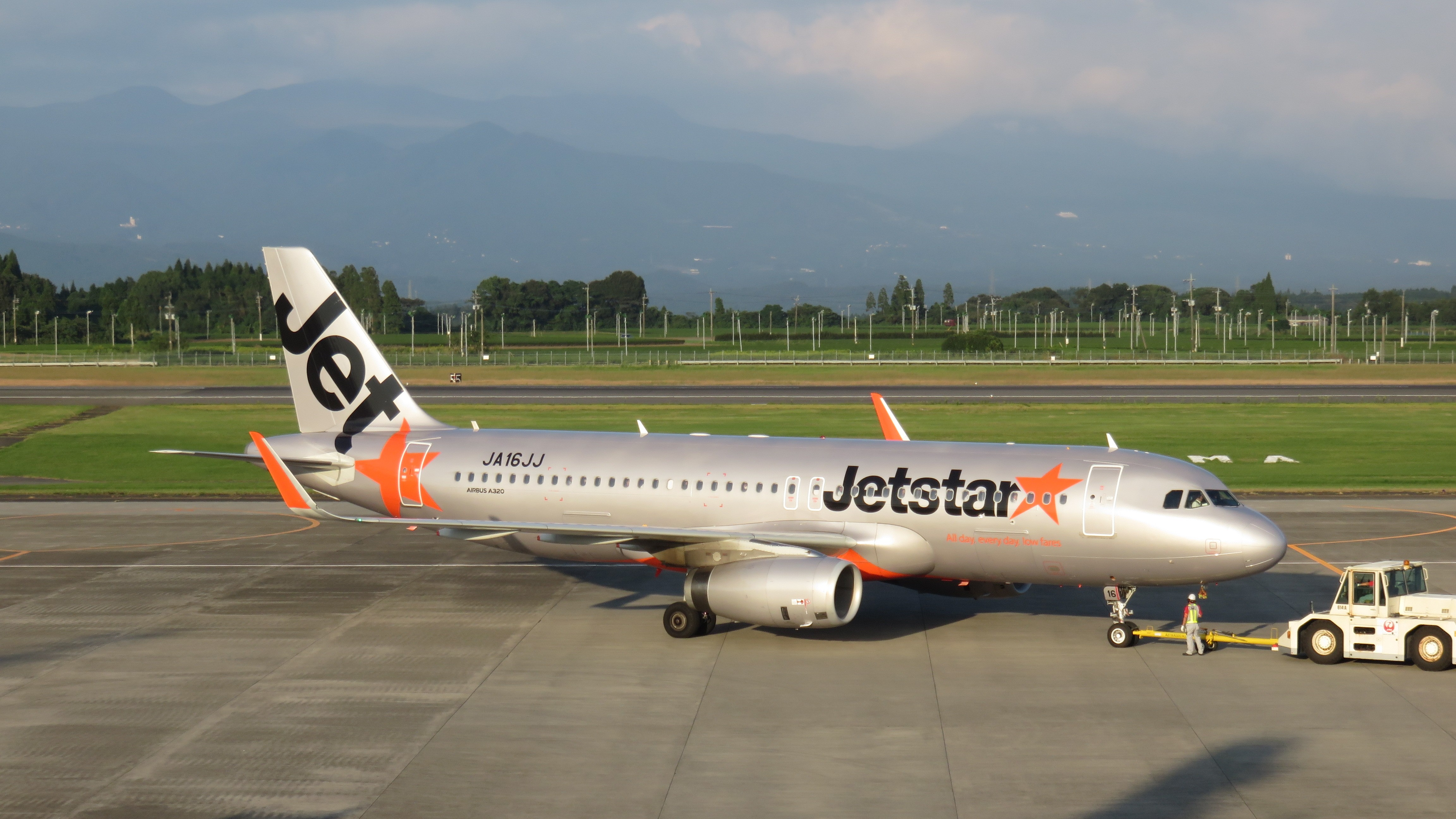
A320（鹿児島空港・JA16JJ）

  - ジェットスター・ジャパンで最も多く用いる機材で、国内航空会社のA320ceoで唯一IAE社のV2527-A5エンジンを搭載する[48]。2020年に新型コロナウイルス感染症で需要が急落し、6機をオーストラリアのジェットスター本社へ転籍した。
  - 2013年に機材の導入ペースを落とし、当初JA19JJとして納入予定の機体（製造番号5877）およびJA20JJとして導入予定の機体（製造番号5885）は一時キャンセルした。当該機体はエアバスの工場で保管後、ブエリング航空へそれぞれEC-LZM、EZ-LZEとして納入された[49]。ジェットスター・ジャパンは、別機体がJA19JJ、JA20JJとして納入された。
- エアバスA321LR 3機[注釈 2][50]
  - 2019年1月に導入を発表した。新型コロナウイルス感染症の影響で受領延期[51]のちに、2022年6月に初号機受領となり、同年7月に就航した。
  - エンジンはCFMインターナショナル LEAP-1A32を採用する。

| ジェットスター・ジャパンの運航機材一覧（2022年現在） | ジェットスター・ジャパンの運航機材一覧（2022年現在） | ジェットスター・ジャパンの運航機材一覧（2022年現在） | ジェットスター・ジャパンの運航機材一覧（2022年現在） | ジェットスター・ジャパンの運航機材一覧（2022年現在）                                                                      | ジェットスター・ジャパンの運航機材一覧（2022年現在） |
| 機体記号                                             | 型式                                                 | 製造番号                                             | 受領日                                               | 備考 |                                                      |
| ---------------------------------------------------- | ---------------------------------------------------- | ---------------------------------------------------- | ---------------------------------------------------- | --- | ---------------------------------------------------- |
| JA01JJ                                               | エアバス A320-232                                    | 5093                                                 | 2012年04月20日                                       | アングリーバード塗装機（2016.07.01-2018.11） 大阪・関西万博誘致の特別塗装機「HONA IKOKA!」号（2018.02.28-2018.12）        |                                                      |
| JA02JJ                                               | エアバス A320-232                                    | 5145                                                 | 2012年05月23日                                       | |                                                      |
| JA03JJ                                               | エアバス A320-232                                    | 5161                                                 | 2012年06月16日                                       | |                                                      |
| JA04JJ                                               | エアバス A320-232                                    | 5245                                                 | 2012年08月06日                                       | |                                                      |
| JA05JJ                                               | エアバス A320-232                                    | 5274                                                 | 2012年09月19日                                       | |                                                      |
| JA07JJ                                               | エアバス A320-232                                    | 5355                                                 | 2012年11月12日                                       | シャークレット装備機。当初は未装備だったが、2014年改修によって装備。                                                      |                                                      |
| JA08JJ                                               | エアバス A320-232                                    | 5492                                                 | 2013年02月18日                                       | 日本初のシャークレット装備機。                                                                                            |                                                      |
| JA09JJ                                               | エアバス A320-232                                    | 5499                                                 | 2013年02月28日                                       | |                                                      |
| JA10JJ                                               | エアバス A320-232                                    | 5520                                                 | 2013年03月13日                                       | |                                                      |
| JA13JJ                                               | エアバス A320-232                                    | 5649                                                 | 2013年06月25日                                       | シャークレット装備機 |                                                      |
| JA14JJ                                               | エアバス A320-232                                    | 5695                                                 | 2013年07月27日                                       | シャークレット装備機 |                                                      |
| JA15JJ                                               | エアバス A320-232                                    | 5701                                                 | 2013年09月10日                                       | シャークレット装備機 |                                                      |
| JA16JJ                                               | エアバス A320-232                                    | 5717                                                 | 2013年09月18日                                       | シャークレット装備機 |                                                      |
| JA19JJ                                               | エアバス A320-232                                    | 6296                                                 | 2014年10月14日                                       | シャークレット装備機。当初は製造番号5877の機体が納入される予定だった。                                                    |                                                      |
| JA20JJ                                               | エアバス A320-232                                    | 6381                                                 | 2014年12月15日                                       | シャークレット装備機。当初は製造番号5885の機体が納入される予定だった。 スパイダーマン塗装機（2017.06.21-2018.01）         |                                                      |
| JA21JJ                                               | エアバス A320-232                                    | 5885                                                 | 2017年02月16日                                       | シャークレット装備機 |                                                      |
| JA22JJ                                               | エアバス A320-232                                    | 5877                                                 | 2018年02月20日                                       | シャークレット装備機 |                                                      |
| JA24JJ                                               | エアバス A320-232                                    | 8429                                                 | 2018年09月18日                                       | シャークレット装備機 |                                                      |
| JA25JJ                                               | エアバス A320-232                                    | 8842                                                 | 2019年03月19日                                       | シャークレット装備機 |                                                      |
| JA26LR                                               | エアバス A321-251NX                                  | 10067                                                | 2022年06月03日                                       | シャークレット装備機、受領延期、独登録D-AYAV､2020年9月初飛行済み                                                          |                                                      |
| JA27LR                                               | エアバス A321-251NX                                  | 10146                                                | 2022年10月25日                                       | シャークレット装備機、受領延期 独登録D-AYAM、2021年9月初飛行済み､2022年10月31日成田空港へ到着、2022年11月10日営業運航開始 |                                                      |
| JA28LR                                               | エアバス A321-251NX                                  | 10645                                                | 2023年07月10日                                       | シャークレット装備機 |                                                      |

## 就航路線
- 2013年3月6日から国内線全路線がJALとコードシェア便。JAL便名としての利用は同社国際線（JAL便名の他社運航コードシェア便を含む）と乗継利用限定。
- 2014年10月26日から国内5路線の成田 - 新千歳、関西、松山、福岡、那覇でアメリカン航空[53]とコードシェア。2015年1月15日から成田発着の全路線でカンタス航空[54]とコードシェア。

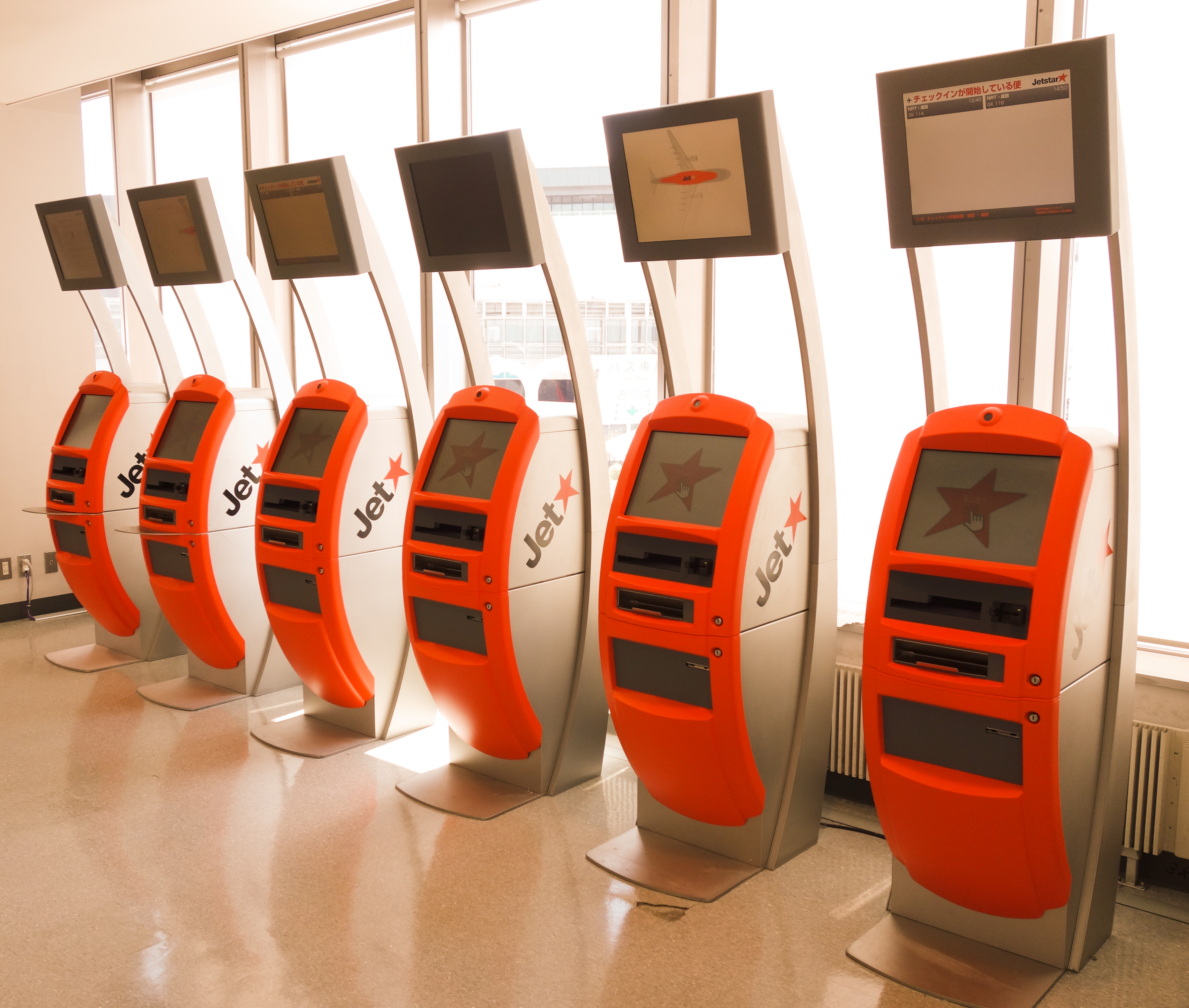
キオスク（自動チェックイン機）
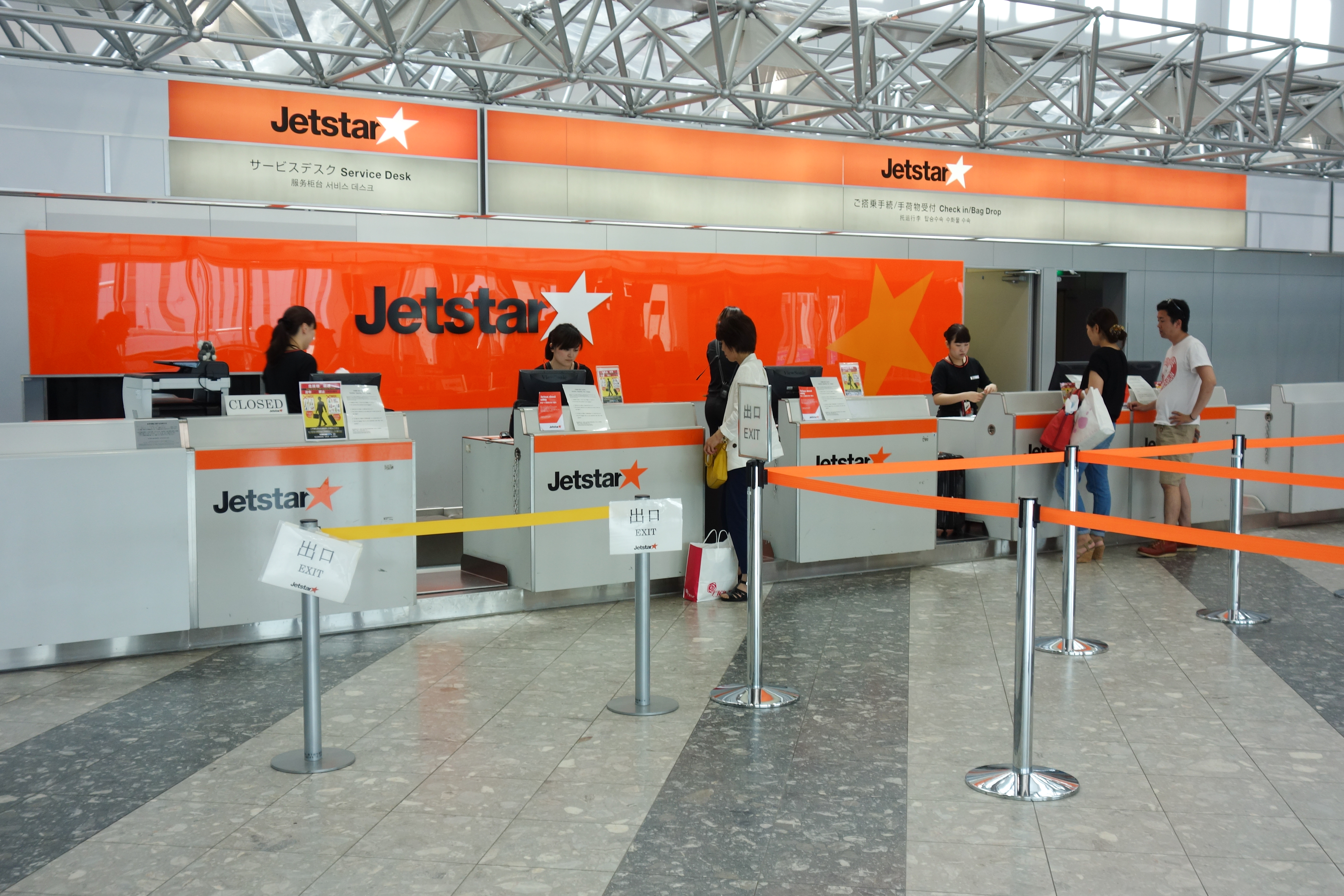
出発カウンター（新千歳空港）

### 国内線
2024年12月時点
- 東京/成田 - 大阪/関西、札幌/新千歳、旭川、高松、松山、高知、福岡、大分、長崎、熊本、宮崎、鹿児島、沖縄/那覇
- 大阪/関西 - 札幌/新千歳、沖縄/那覇
- 名古屋/中部 - 福岡、沖縄/那覇
- 福岡 - 札幌/新千歳

### 国際線
中国
- 東京/成田 - 上海/浦東

 台湾
- 東京/成田 - 台北/桃園
- 大阪/関西 - 台北/桃園

 フィリピン
- 東京/成田 - マニラ

### 過去の運航路線

#### 国内線
- 東京/成田 - 名古屋/中部、庄内、宮古/下地島
- 大阪/関西 - 福岡、熊本、大分
- 名古屋/中部 - 札幌/新千歳、熊本、鹿児島

#### 国際線
香港
- 東京/成田・大阪/関西 - 香港

 台湾
- 名古屋/中部 - 台北/桃園

 フィリピン
- 大阪/関西・名古屋/中部 - マニラ

## サービス
- 機内は飲食物を有料で販売している[55]。
- 機内誌「Jetstar Magazine」[56]や販売メニュー表を座席に備える。
- 機内販売で購入したものに限り飲酒可能である。（ジェットスターショップで購入したものを含め、機内持ち込みのアルコール飲料の飲酒は禁止）
- ボーディング・ミュージックには、2020年3月29日現在、ポルカドットスティングレイによる「JET」が起用されている。[要出典]
- 毎週金曜日にHPでセールがある。会員制度があり、会員特典が受けられる。
- 出発48時間前からウェブ・チェックインが可能。
- 公式マスコットキャラクターはレッサーパンダの「ジェッ太」。
- 成田空港における航空機地上運用で一部便がプッシュバック作業で主脚の片側に取り付けられ、一人の地上作業員がコクピットと連絡を取って、車両を遠隔操作出来る独schopf社のパワープッシュと呼ばれる車両を日本では同社のみ使用している[57]。このパワープッシュは、旋回はコクピット操作で行い、操作するコクピットから機体後方の安全確認が難しく、プッシュバックのみ使用され他の車両のように航空機牽引（トーイング）作業では使用されないなど制限が多い[58]。
- 座席指定サービスとしてシートピッチが広く足元が広い座席をエクストラ･レッグルーム、機内前方に位置し前方乗降ドアが近く早期降機可能な座席をアップフロントとして、その他スタンダードと区別し、座席指定時有償とし[59]、会社指定利用条件を満たしている必要がある「非常口座席」としている[60]が、最後部サービスドア対象座席がなく後述の爆弾脅迫未遂事件の際、緊急脱出シューター使用時シューター離脱の乗客協力補助者がいない状況が発生している。

## マイレージ
- カンタス航空「カンタス・フリークエントフライヤー」および日本航空「JALマイレージバンク（JMB）」のマイル加算対象である。カンタス航空及び日本航空へのマイレージ加算はPlusオプション選択・Maxオプション選択の場合に限られる。[61][62]
- JAL便名で搭乗の場合は、JMBのマイル加算対象となる。ただしジェットスター・ジャパン（JJP）国内線のJAL便名としての利用はJAL国際線（他社運航のコードシェア便も含む）との乗継利用の場合に限られる。[63]
- JMB特典航空券の利用対象となる。ただしJJP便名での利用に限られ、JAL便名では国内線単独・国際線乗り継ぎ問わず対象外。特典利用は1区間・2区間の直行便に限られ、同一の予約でゆきJJP・かえりJALのように異なる航空会社の組み合わせもできない。2区間利用の場合は、出発地・帰着地が同一都市（単純往復）でなければならない。JMB特典航空券の場合、JJP搭乗の際は20kg分まで手荷物を預けることができる。

## 貨物輸送事業
- 2013年3月、国内線の拡充に合わせ、貨物輸送事業に参入する意向を示した[64]。
- その後、2013年7月26日から日本の格安航空会社では初となる貨物輸送事業を開始した。東京/成田・大阪/関西をネットワークハブとして、両空港 - 札幌/新千歳・福岡・沖縄/那覇の各路線と東京/成田 - 大阪/関西線の計7路線で実施。発着数は東京/成田発 1日16便、大阪/関西発 1日5便の計21便。今後、貨物輸送の体制が整い次第、名古屋/中部・松山・大分・鹿児島 発着路線にも展開する[65][66]。

## ジェットスター・グループの会社
- ジェットスター航空（オーストラリアおよびニュージーランド）
- ジェットスター・アジア航空（シンガポール）

## 不祥事・トラブル
格安航空会社にありがちな欠航は通常後述規定によって基本、自社便への振り替えやポイントの付与、返金に応じることはあっても、他社便への振り替えを行うことはないが、同社は格安航空会社にとって“禁じ手”とも言える他社便への振り替えを行ったこともある。

### 就航当初の欠航
札幌/新千歳発東京/成田行きの最終便フライトについて、成田国際空港の運用時間の制約もあり、欠航となった。同社の運送約款は「欠航によって生じる可能性のある費用の支払いについては責任を負いません」と規定しているが、いずれも搭乗予定だった旅客の宿泊費を同社が負担した他、翌朝に振替便を運航する措置を行った。
- 2012年7月3日の就航初日の欠航原因は、前便で乗客の搭乗に手間取ったことや搭乗管理システムのトラブルによって、成田国際空港に運用時間内の23:00までに到着出来ないため[68][69]。
- 2012年7月12日の欠航原因は、機材整備のため[70]。

### 課金トラブル
2012年 - 6月29日から7月5日までに搭乗した客に対して座席指定料を本来は250円請求するところを誤って650円請求していたことが判明した。
2013年 - 3月1日に同社ホームページで予約しクレジットカード決済した客に対して支払手数料を本来は200円徴収するところをシステム設定ミスで600円徴収していたことが判明した。

### 予約受付後の減便
2012年10月16日、ジェットスターは2012年10月28日から同年11月21日まで、関空～成田を運航する1日2往復を1日1往復に減便すると発表した。すでに予約していた客には返金や自社便振替で対応した。その後11月15日に、減便する期間を11月22日から12月5日まで延長すると発表したが、翌日に国土交通省から厳重注意を受けて減便期間を延長する予定。

### その他のトラブル
- 2012年8月24日 - この日から新規就航予定だった大阪/関西→福岡間が、機材トラブルの影響で欠航[76]。
- 2013年4月2日 - 成田-大分151便で運航されたJA07JJは、折り返し次便準備中に地上職員が機体前輪のタイヤに傾きを発見した。当初は告知せず予約客のみに連絡したが[77]、整備士がタイヤを固定するホイール内部品の損傷を確認して機体は4月8日まで運航不能となり、同社の予約客約3000人が影響を受けた[78]。
- 2015年6月 - 副操縦士が飛行中に、機内アナウンスをしている様子を機長に撮影してもらい、この映像をLINEで知人女性に送信していたことが明らかになった。同社は、撮影が短時間で航空法には抵触しないとしたものの、業務に専念すべきだとして、機長と副機長を1週間の乗務停止処分とした[79]。
- 2018年3月3日 - 午後4時から翌1時までシステムメンテナンスを実施し、予約やチェックインに関する業務を停止した[80]。その影響で空港のカウンターは手作業でチェックインが行われたが行列ができるなど混乱し、遅延や欠航が発生した[81]。
- 2018年12月2日、成田空港に到着した札幌発の126便エアバスA320で、主翼の高揚力装置のスクリューとナットがなくなっていると、空港事務所に連絡があった。滑走路を約10分間閉鎖する事態となったが部品は発見できなかった。同機が飛行中に落下した可能性がある。
- 2023年、労働組合「ジェットスタークルーアソシエーション」は、時間外労働の算定方法が誤っていたとして未払い分の賃金を請求し交渉が決裂し、12月22日から2024年1月7日までの期間ストライキを実行することを明らかにしたが[82]、2024年1月1日に発生した令和6年能登半島地震の影響を鑑み、1月2日から1月7日までのストライキを全面解除する方針を決めた[83]。
- 2024年3月29日、労働組合がストライキを予定していたが中止となった[84]。
- 2024年12月2日、東京地裁は2022年に労働組合「ジェットスタークルーアソシエーション」が未払い賃金発生の可能性などをメールで周知したことに対して、会社が「誤った情報の流布扇動」だとして、委員長を20日の出勤停止処分。副委員長に対しても、賃金について上司に問い合わせたことは「精神的苦痛を与えたハラスメント」だとして、15日の出勤停止処分としたのは懲戒処分を無効とし、会社に出勤停止期間の賃金、慰謝料50万円の支払いを命じた[85]。
- 2025年4月22日、客室乗務員ら35人が、労働基準法に定められた休憩時間を与えられていないとして同社を訴えた訴訟の判決が東京地裁であり、高瀬保守裁判長は「休憩が不十分な勤務を命じ、安全配慮義務に違反した」と同法違反を認定し、同社に対し、休憩なしの勤務命令の禁止と原告1人あたり11万円の賠償を命じた[86][87]。

## 事件・事故など
- 2019年12月14日午前2時32分 (PST)、マニラ発成田行きのGK40便 (A320-232, JA13JJ) が離陸に向けて移動中、右主脚を脱輪させた。乗員乗客146人に負傷者はいない[88]。
- 2023年1月7日に成田空港発福岡空港行きGK501便（A320-232, JA14JJ/乗客136人（幼児2人含む）と乗員6人（パイロット2人、客室乗務員4人））が午前6時20分ごろ成田インフォメーションセンターに英語で「ジェットスターの機体の貨物室に100キロのプラスチック爆弾をしかけた。マネージャーを出さなければ爆破させる」と爆破予告を受け、ジェットスター・ジャパンによると、午前6時35分ごろ該当便は離陸、離陸からおよそ20分後の午前6時53分に、成田空港会社の警備消防センターから本社にいた運航管理の担当者に爆破予告があったと連絡があり、午前7時半すぎ、中部国際空港に緊急着陸したが、このとき緊急事態宣言はされなかった。着陸後に乗客が脱出シューターを利用した際、5人が仙椎骨折などの重軽傷を負った[89]。脱出機体安全確認後、貨物室の荷物をX線などで爆発物処理班が検査したところ爆発物は発見されなかった。この緊急着陸でセントレア滑走路へ接続する平行誘導路で緊急脱出シュ－ターを使用し、その後機体及び搭載物の爆発物検査を行ったため、しばらく機体移動が出来ず、緊急着陸からおよそ4時間半、滑走路閉鎖され到着便一部が目的地変更、午前発着便の多くで遅延欠航が発生し連休初日の利用者の多くに影響が出た[90]。
千葉県警察は威力業務妨害容疑で捜査を行っている[91]。非常脱出で負傷者が発生したことを受け国交省は安全監査実施し適宜指導を行うとした[92]。運輸安全委員会は航空事故と認定し調査を進めている[93]。
  - この事件に関連して、成田空港で2日の成田発台北行きスターラックス航空801便が同様に、電話は英語で機械の音声のように聞こえ、発信元はドイツと通知される爆破予告金銭要求電話があり、スターラックス便は離陸前対応が出来て乗客降機、機体安全捜索後、約2時間遅延で運航されていることが報道された[94]。

### その他の行政処分
- （社内規定違反）2012年11月16日 - この日、社内規定に満たない整備士2名を確認主任者として出発前の機体点検を任せていたことが発覚し、国交省による厳重注意を受けた。同社の規定では3年以上の経験が必要としているが、2名は半年から1年8カ月程度の経験で現場で働いていた[95]。これを受け、当初、一度の延期を経て12月6日から実施予定だった関西国際空港の第2ハブ化は社内での安全体制の点検と再構築のために当面の間見合わせることとなり、多数の運休便が出る見通しである[75]。
- （検査漏れ）2013年10月9日、国土交通省はジェットスター・ジャパンに対し、機体の検査漏れがあったとして厳重注意するとともに、2012年11月16日付の厳重注意以降も間接部門及び現業部門に不適切な事案が複数発生しているとして全社的な再発防止を指示した[96]。